# 시바타 히토미
시바타 히토미(일본어: 柴田 瞳, 2005년 11월 23일 ~ )는 일본의 여자 축구 선수이다.

## 국가대표팀 경력
그녀는 2022년 FIFA U-17 여자 월드컵에 참가할 일본 U-17 국가대표팀에 발탁되었으며, 4경기에 출전했다.